# العلاقات السعودية الأيرلندية
العلاقات السعودية الأيرلندية هي العلاقات الثنائية التي تجمع بين السعودية وجمهورية أيرلندا.

## مقارنة بين البلدين
هذه مقارنة عامة ومرجعية للدولتين:
| وجه المقارنة                                              | السعودية        | جمهورية أيرلندا                                       |
| --------------------------------------------------------- | --------------- | ----------------------------------------------------- |
| المساحة (كم2)                                             | 2.25 مليون      | 70.27 ألف                                             |
| عدد السكان (نسمة)                                         | 33.00 مليون     | 4.76 مليون                                            |
| الكثافة السكانية (ن./كم²)                                 | 14.67           | 67.74                                                 |
| العاصمة                                                   | الرياض، الدرعية | دبلن                                                  |
| اللغة الرسمية                                             | اللغة العربية   | اللغة الأيرلندية، لغة إنجليزية، الإنجليزية الأيرلندية |
| العملة                                                    | ريال سعودي      | جنيه أيرلندي، يورو، عملات اليورو الأيرلندية           |
| الناتج المحلي الإجمالي (بليون دولار)                      | 683.83 مليار    | 333.73 مليار                                          |
| الناتج المحلي الإجمالي (تعادل القوة الشرائية) بليون دولار | 1.69 تريليون    | 318.16 مليار                                          |
| الناتج المحلي الإجمالي الاسمي للفرد دولار أمريكي          | 20.48 ألف       | 61.13 ألف                                             |
| الناتج المحلي الإجمالي للفرد دولار أمريكي                 | 52.01 ألف       |                                                       |
| مؤشر التنمية البشرية                                      | 0.837           | 0.916                                                 |
| رمز المكالمات الدولي                                      | +966            | +353                                                  |
| رمز الإنترنت                                              | .sa             | .ie                                                   |
| المنطقة الزمنية                                           | ت ع م+03:00     | 00، ت ع م+01:00، أوروبا/دبلن ‏                         |

## منظمات دولية مشتركة
يشترك البلدان في عضوية مجموعة من المنظمات الدولية، منها:
| علم المنظمة | اسم المنظمة                               | تاريخ انضمام السعودية | تاريخ انضمام جمهورية أيرلندا |
| ----------- | ----------------------------------------- | --------------------- | ---------------------------- |
|             | يونسكو                                    | 4 نوفمبر 1946         | 3 أكتوبر 1961                |
|             | البنك الدولي للإنشاء والتعمير             | 26 أغسطس 1957         | 8 أغسطس 1957                 |
|             | منظمة حظر الأسلحة الكيميائية              | ?                     | ?                            |
|             | الأمم المتحدة                             | 24 أكتوبر 1945        | 14 ديسمبر 1955               |
|             | مؤسسة التمويل الدولية                     | 18 سبتمبر 1962        | 11 سبتمبر 1958               |
|             | المركز الدولي لتسوية المنازعات الاستشارية | 7 يونيو 1980          | 7 مايو 1981                  |
|             | وكالة ضمان الاستثمار متعدد الأطراف        | 12 أبريل 1988         | 27 أكتوبر 1989               |
|             | الاتحاد البريدي العالمي                   | ?                     | ?                            |
|             | مؤسسة التنمية الدولية                     | 30 ديسمبر 1960        | 22 ديسمبر 1960               |
|             | منظمة الشرطة الجنائية الدولية             | 13 يونيو 1956         | ?                            |
|             | منظمة التجارة العالمية                    | 11 نوفمبر 2005        | ?                            |
|             | المنظمة الهيدروغرافية الدولية             | 8 أبريل 2002          | ?                            |
|             | الاتحاد الدولي للاتصالات                  | 7 فبراير 1949         | 8 ديسمبر 1923                |

## وصلات خارجية
- موقع وزارة الخارجية السعودية